# مارك جاكوبس
مارك جاكوبس (بالإنجليزية: Marc Jacobs) وهو مصمم أزياء أمريكي ولد في يوم 9 أبريل 1963 في مدينة نيويورك في ولاية نيويورك في الولايات المتحدة عمل مع شركة لويس فويتون الفرنسية وفي مجلة تايم الأمريكية وأختير مارك في سنة 2010 كأكثر 100 لهم نفوذ في العالم، جاكوبس يقيم حاليا في مدينة باريس في فرنسا. وهو مثلي علني أشتهر بمطاردته للفتيان الوسيمين بالأخص هاري لويس فهو لم يدعه وحده بل استمر في ملاحقته حتى بعد انفصالهما.

## روابط خارجية
- مارك جاكوبس على موقع IMDb (الإنجليزية)
- مارك جاكوبس على موقع IMDb (الإنجليزية)
- مارك جاكوبس على موقع الموسوعة البريطانية (الإنجليزية)
- مارك جاكوبس على موقع إن إن دي بي (الإنجليزية)
- مارك جاكوبس على موقع قاعدة بيانات الفيلم (الإنجليزية)